# Mary Had a Little Boy
Mary Had a Little Boy is een nummer van de Duitse eurodancegroep Snap! uit 1990. Het is de vierde en laatste single van hun debuutalbum World Power.
Het nummer, gebaseerd op het Engelstalige kinderliedje "Mary Had a Little Lamb", gaat over een meisje genaamd Mary, die verliefd is op jongen die ze op een feestje ziet. De tekst beschrijft Mary's bewondering voor deze jongen en haar verlangen om dicht bij hem te zijn. Mary is echter aarzelend en onzeker over hoe ze met de situatie moet omgaan. "Mary Had a Little Boy" werd in veel Europese landen een hit en bereikte de nummer 4-positie in de Duitsland, het thuisland van Snap. Ook in het Nederlandse taalgebied kende het nummer succes: het haalde de nummer 2- positie in de Nederlandse Top 40, en de nummer 7 in de Vlaamse Radio 2 Top 30.

## Tracklijst
- 7" single

1. "Mary Had a Little Boy" (radioversie) - 3:41
2. "Mary Had a Little Boy" (radioversie instrumentaal) - 3:41

- CD maxi

1. "Mary Had a Little Boy" (radioversie) - 3:41
2. "Mary Had a Little Boy" (clubversie) - 5:56
3. "Believe the Hype" (US Edit) - 6:25